# Arthur Spanier

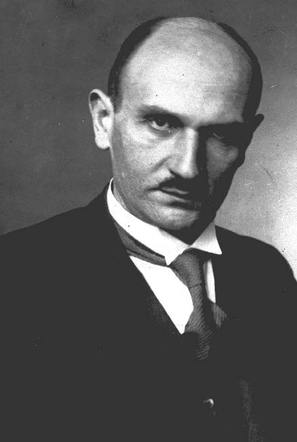

Arthur Spanier (geboren 17. November 1889 in Magdeburg; gestorben 30. März 1944 im KZ Bergen-Belsen) war ein deutscher Judaist.

## Leben

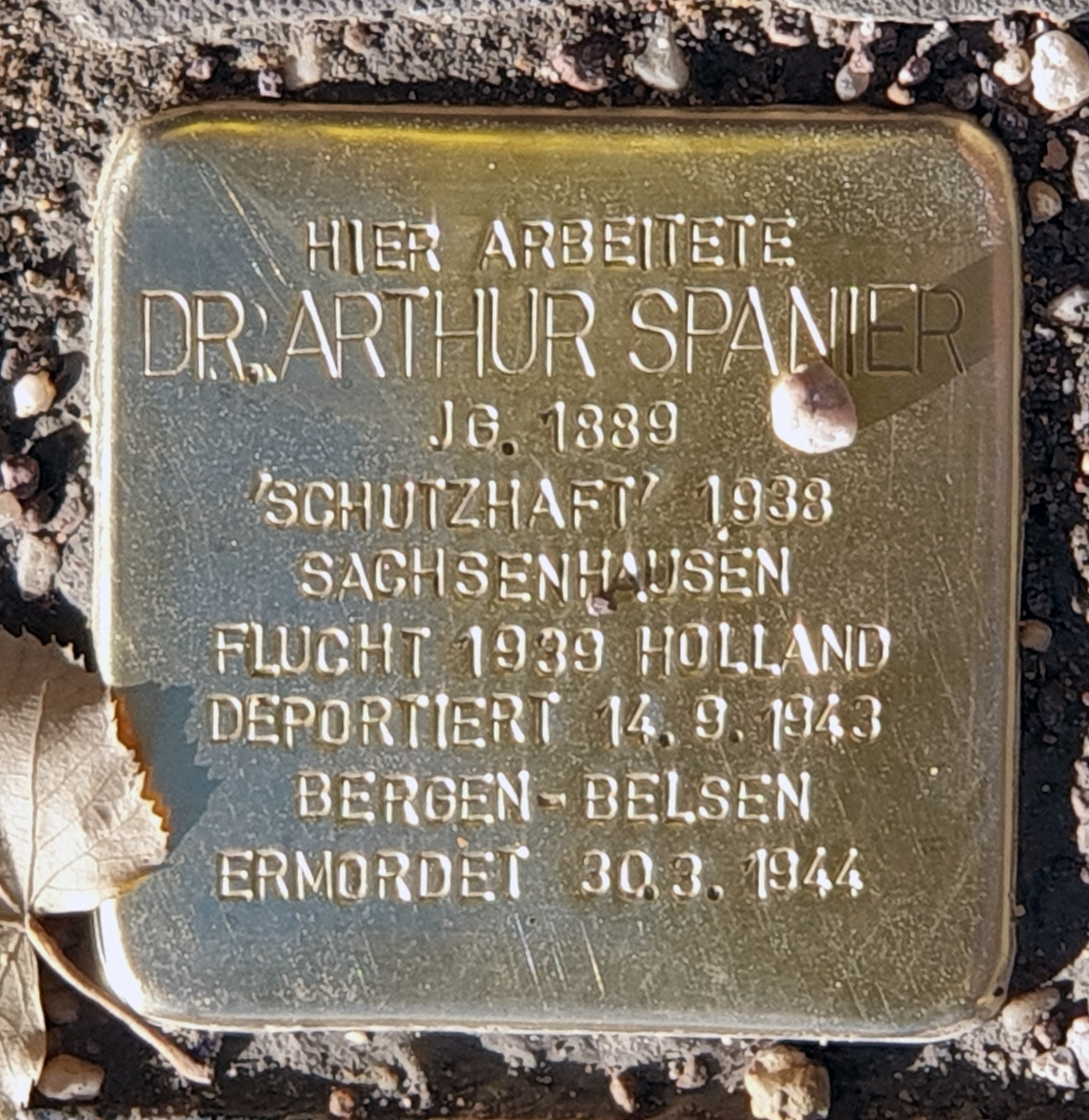
Stolperstein Unter den Linden 8, in Berlin-Mitte

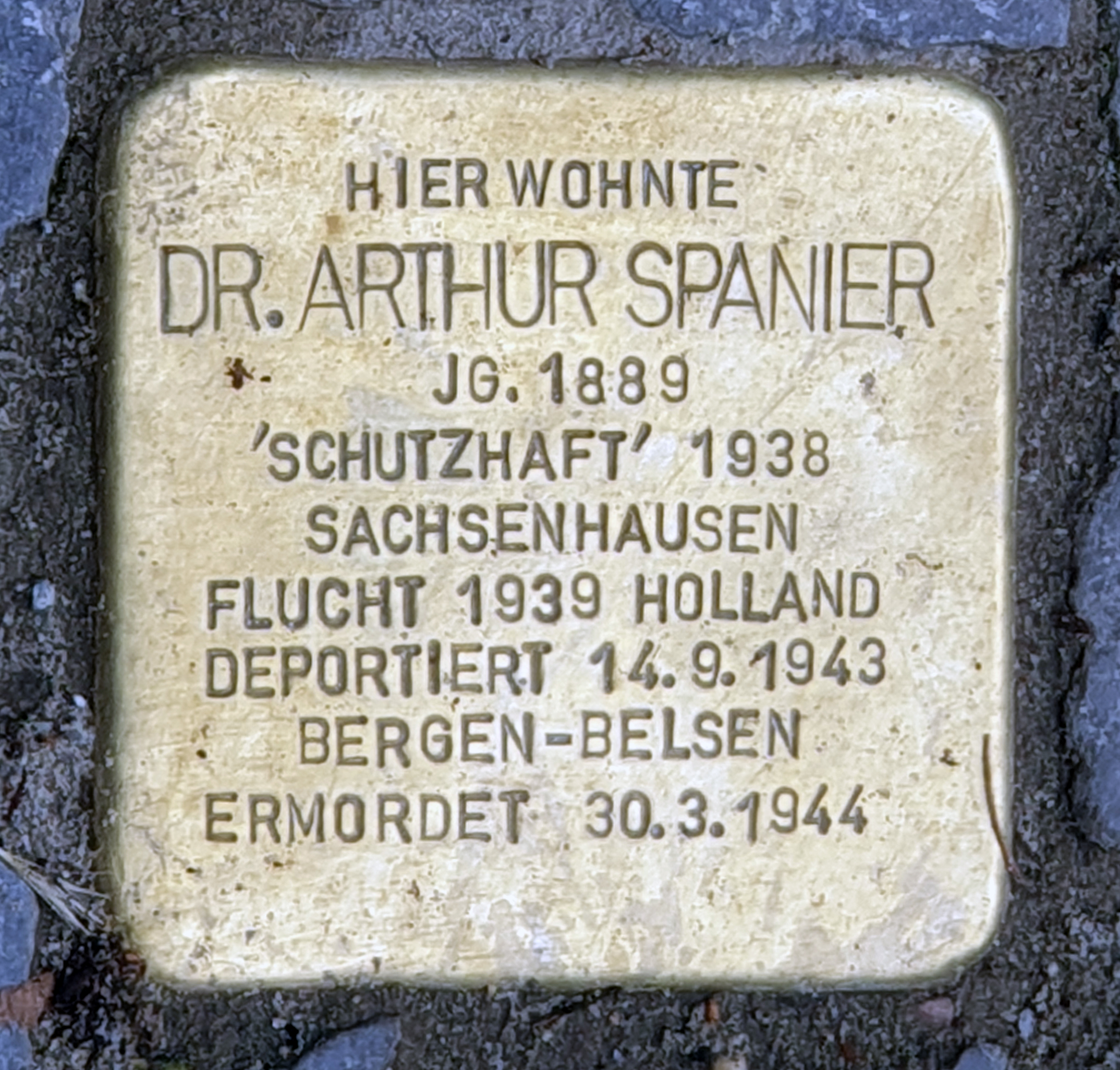
Stolperstein am Haus, Sächsische Straße 5, in Berlin-Wilmersdorf

Spanier wurde als Sohn des jüdischen Pädagogen und Autors Moritz Spanier und Helene Spanier, geborene Lehmann geboren. Er studierte zunächst von 1908 bis 1913 an der Hochschule für die Wissenschaft des Judentums in Berlin sowie an der Universität Berlin Klassische Philologie. 1914 legte er das Staatsexamen für den höheren Schuldienst ab. Er nahm 1915 bis 1918 als Soldat am Ersten Weltkrieg teil und wurde mit dem EK II ausgezeichnet. Von 1919 bis 1921 war er Mitarbeiter an der Akademie für die Wissenschaft des Judentums. Im Jahre 1920 wurde er an der Universität Freiburg mit einer Dissertation unter dem Titel Der Logos didaskalikos des Platonikers Albinus zum Dr. phil. promoviert. Seit 1921 arbeitete er in der Preußischen Staatsbibliothek in der Abteilung für Judaica und Hebraica, deren Leiter er von 1926 bis zur Entlassung und Zwangspensionierung 1935 war. In dieser Zeit arbeitete er auch am Jüdischen Lexikon mit.
1935 wurde er Dozent für Talmud an der Lehranstalt für die Wissenschaft des Judentums in Berlin und publizierte u. a. Werke über die Tosefta und über masoretische Akzente.
Im Jahr 1938 wurde er nach den Novemberpogromen mehrere Wochen im KZ Sachsenhausen gefangen gehalten. Er erhielt einen Ruf an das Hebrew Union College in Cincinnati, Ohio, jedoch kein Visum der US-Botschaft in Berlin. 1939 emigrierte er nach Holland, um dort die Einwanderungserlaubnis abzuwarten, jedoch wurde sie ihm vom US-Konsulat verweigert. In Amsterdam arbeitete er an der Bibliotheca Rosenthaliana mit. Nach dem deutschen Einmarsch fiel er 1942 den Nazis in die Hände, wurde in das Durchgangslager Westerbork verschleppt und von dort in das KZ Bergen-Belsen deportiert, wo er ermordet wurde.

## Gedenken
- Am 8. Oktober 2022 wurde vor seiner ehemaligen Arbeitsstätte, der Staatsbibliothek zu Berlin, Unter den Linden 8, ein Stolperstein für ihn verlegt.
- Am 14. Juni 2024 wurde vor seinem ehemaligen Wohnort, Berlin-Wilmersdorf, Sächsische Straße 5, ein Stolperstein verlegt.

## Werke (Auswahl)
- Die Toseftaperiode in der tannaitischen Literatur. C. A. Schwetschke & Sohn Verlagsbuchhandlung, Berlin 1922 (Digital).
- Die massoretischen Akzente. Eine Darlegung ihres Systems nebst Beiträgen zum Verständnis ihrer Entwicklung. Akademie-Verlag, Berlin 1927 (Digital).
- Die Gottesbezeichnungen ha-maqom und ha-qidusch baruk hu. In: Monatsschrift für Geschichte und Wissenschaft des Judentums. Heft 4/1922.
- Zum Mischnatrakt Tamid. In: Monatsschrift für Geschichte und Wissenschaft des Judentums. Heft 5/1925.
- Über Reste der palästinischen Vokalisation in Gebetbüchern. In: Monatsschrift für Geschichte und Wissenschaft des Judentums. Heft 7/1929.
- Zur Formengeschichte des altjüdischen Gebetes. In: Monatsschrift für Geschichte und Wissenschaft des Judentums. Heft 4/1934.
- Stilkritisches zum jüdischen Gebet. In: Monatsschrift für Geschichte und Wissenschaft des Judentums. Heft 4/1936.
- Die erste Benediktion des Achtzehngebetes. In: Monatsschrift für Geschichte und Wissenschaft des Judentums. Heft 1/1937.
- Dubletten in Gebetstexten. In: Monatsschrift für Geschichte und Wissenschaft des Judentums. Heft 1 (Januar) 1939.